# Roger Rio
Roger Rio (Dunkerque, 1913. február 13. – 1999. április 23.) francia válogatott labdarúgó.
Fia, Patrice Rio aki szintén labdarúgó és a francia válogatott színeiben részt vett az 1974-es labdarúgó-világbajnokságon.

## Sikerei, díjai
- FC Rouen
  - Francia másodosztály bajnoka : 1935-36
  - Francia első osztály bajnoka : 1944-45 (nem hivatalos)